# Erythrococca patula
Erythrococca patula är en törelväxtart som först beskrevs av David Prain, och fick sitt nu gällande namn av David Prain. Erythrococca patula ingår i släktet Erythrococca och familjen törelväxter.
Artens utbredningsområde är Kamerun. Inga underarter finns listade i Catalogue of Life.